# There’s One Born Every Minute
There’s One Born Every Minute (auf Deutsch etwa „Jede Minute wird ein Narr geboren“) ist ein US-amerikanischer Film aus dem Jahr 1942 mit Hugh Herbert und Peggy Moran in der Hauptrolle. In dem in Schwarzweiß unter der Regie von Harold Young entstandenen Spielfilm hat Elizabeth Taylor ihr Filmdebüt in einer kleinen Nebenrolle.

## Handlung
Ein brisanter Laborbericht deckt auf, dass in dem Pudding des Lebensmittelfabrikanten Lemuel P. Twine die Stoffe „Vitamin Z“ und „Zumph“ (eine chemische Substanz) enthalten sind. Zudem ist Lemuels Tochter Helen in Jimmy verliebt, aber ihre Mutter möchte, dass sie Lester Cadwalader jr. heiratet. Dessen Vater Lester Cadwalader Sr. ist der heimliche politische Chef der Stadt und wichtigster Berater des Bürgermeisters Moe Carson. Cadwalader unterstützt Lemuel dabei, Bürgermeister zu werden, obwohl er weiß, dass dieser kaum Chancen gegen den starken amtierenden Kandidaten hat. Doch da nun „Zumph“ in Lemuels Pudding gefunden wurde, erkennt Cadwalader sr., dass dieser nun doch Chancen hat, zu gewinnen. Er nutzt die Möglichkeit und brandmarkt Lemuel's Pudding als Fälschung und Lemuel als Betrüger. Doch Lemuel entstammt einer langen Linie von kämpferischen Twines, und im Schlaf erscheinen ihm seine Ahnen und fordern ihn auf, den Kampf bis zum Ende zu fechten.

## Hintergrund
Der Arbeitstitel des Films lautete Man or Mouse.
Elizabeth Taylors Filmauftritt hier war ihr Debüt. Sie spielte eine eher unbedeutende Nebenrolle. Der Film wurde realisiert von den Universal Pictures. Es blieb Taylors einzige Zusammenarbeit mit dem Studio.
Am 26. Juni 1942 hatte der Film in den USA Weltpremiere. Bisher wurde er in Deutschland nicht gezeigt.